# Vic Moan
 (mars 2017).
Vic Moan, né en 1946 dans le New Jersey est un compositeur, auteur, et interprète, (chant, mandoline) américain, dans des esthétiques très diverses : rock, punk, jazz, ska, new wave.... Il est également producteur de disques.

## Biographie
Il vit en France depuis 1982. A composé de nombreuses musiques de film, de spectacles. Nombreuses collaborations (Rita Mitsouko, Hervé Salters, Seb Martel, Fred Pallem, Emily Loizeau, Vincent Segal, Bumcello...)
Invité à France Culture en juillet 2013, il parle de son recueil de poème en ligne, « Noir de m onde »

## Discographie[4]
- 1998 : Soul Kiss (Tôt ou tard)[5]
- 2016 : Skinny Man (Train Fantôme)